# Novembers Doom
A Novembers Doom egy jelenleg öt tagú amerikai doom metal/death-doom/progresszív metal zenekar. A tagok: Paul Kuhr (ének), Lawrence Roberts (gitár), Vito Marchese (gitár), Mike Feldman (basszusgitár) és Garry Naples (dob). 
1989-ben alakultak meg Chicagóban, Laceration néven. Ekkor még death és thrash metalt játszottak. Nem sokkal később azonban lassabb tempóban kezdtek el játszani, és ekkor változtatták meg a nevüket is. 
Fennállásuk alatt 10 nagylemezt jelentettek meg. A hasonló zenekarok, például a Moonspell vagy a My Dying Bride is elismeréssel nyilatkozott a Novembers Doom munkásságáról. Az együttes a korai doom metal együttesek közé tartozik. Paul Kuhr énekes szerint azonban nem a doom metal műfajába tartozik a zenekar.

## Diszkográfia
- Amid Its Hallowed Mirth (1995)
- Of Sculptured Ivy and Stone Flowers (1999)
- The Knowing (2000)
- To Welcome the Fade (2002)
- The Pale Haunt Departure (2005)
- The Novella Reservoir (2007)
- Into Night's Requiem Infernal (2009)
- Aphotic (2011)
- Bled White (2014)
- Hamartia (2017)
- Nephilim Grove (2019)[2]